# Soccia
Soccia est une commune française située dans la circonscription départementale de la Corse-du-Sud et le territoire de la collectivité de Corse. Elle appartient à l'ancienne piève de Sorroinsù, dans les Deux-Sorru.

## Géographie
Le village est situé à 747 mètres d'altitude ; son territoire est intégré au parc Naturel Régional de Corse du Sud ; la commune fait partie de la Communauté de communes de l'Ouest Corse.

## Urbanisme

### Typologie
Au 1er janvier 2024, Soccia est catégorisée commune rurale à habitat dispersé, selon la nouvelle grille communale de densité à sept niveaux définie par l'Insee en 2022.
Elle est située hors unité urbaine. Par ailleurs la commune fait partie de l'aire d'attraction d'Ajaccio, dont elle est une commune de la couronne,. Cette aire, qui regroupe 79 communes, est catégorisée dans les aires de 50 000 à moins de 200 000 habitants,.

### Occupation des sols
L'occupation des sols de la commune, telle qu'elle ressort de la base de données européenne d’occupation biophysique des sols Corine Land Cover (CLC), est marquée par l'importance des forêts et milieux semi-naturels (99 % en 2018), une proportion identique à celle de 1990 (99 %). La répartition détaillée en 2018 est la suivante : 
milieux à végétation arbustive et/ou herbacée (34,9 %), forêts (33,5 %), espaces ouverts, sans ou avec peu de végétation (30,6 %), zones agricoles hétérogènes (1 %). L'évolution de l’occupation des sols de la commune et de ses infrastructures peut être observée sur les différentes représentations cartographiques du territoire : la carte de Cassini (XVIIIe siècle), la carte d'état-major (1820-1866) et les cartes ou photos aériennes de l'IGN pour la période actuelle (1950 à aujourd'hui).

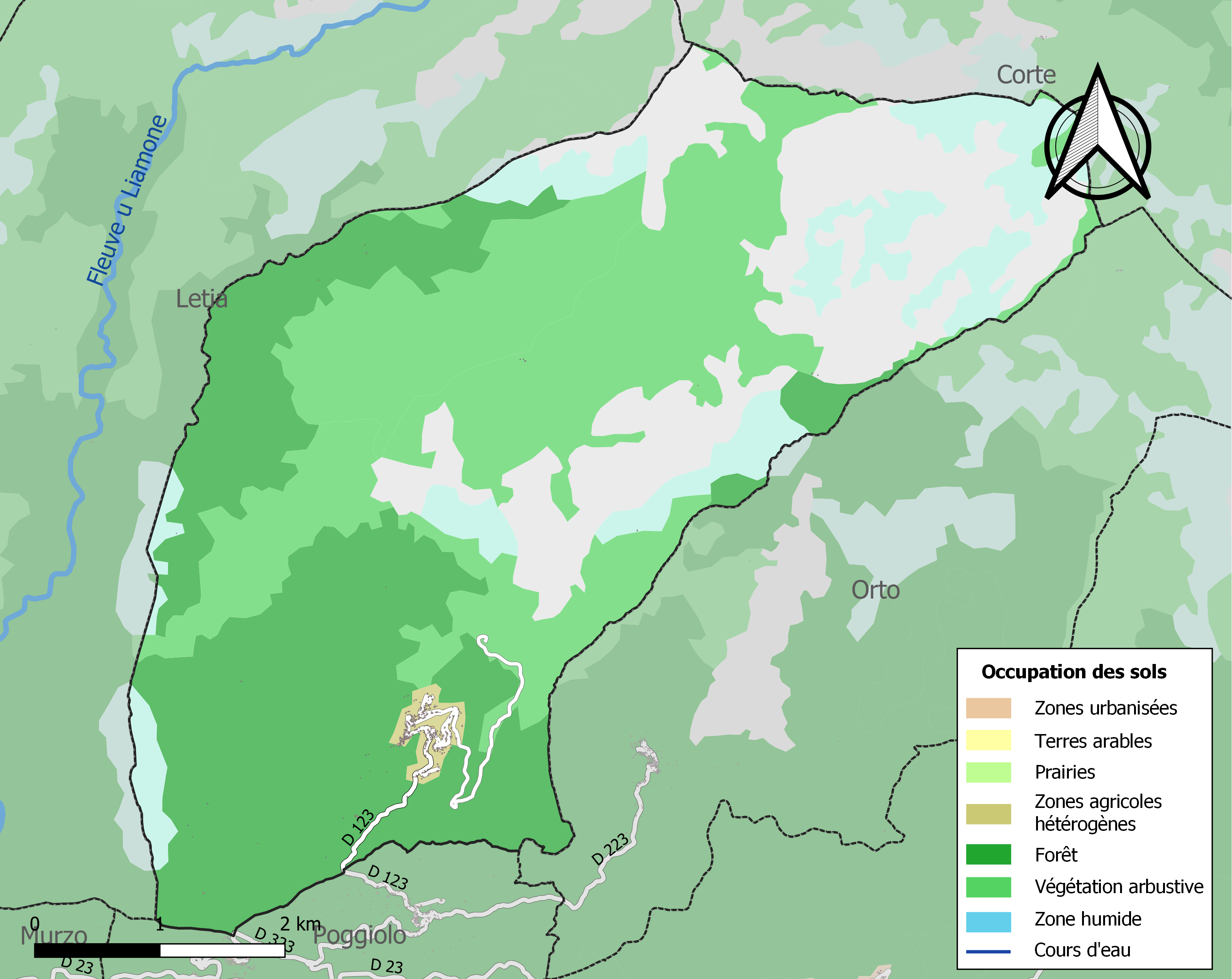
Carte des infrastructures et de l'occupation des sols de la commune en 2018 (CLC).

## Toponymie
Le nom corse de la commune est a Soccia /a ˈzot͡ʃa/. Ses habitants sont les Succesi.

## Politique et administration

### Administration municipale
| Période                                  | Période  | Identité              | Étiquette | Qualité  |
| ---------------------------------------- | -------- | --------------------- | --------- | -------- |
| mars 2001                                | En cours | Jean-Baptiste Sabiani | DVD       | Retraité |
| Les données manquantes sont à compléter. |          |                       |           |          |

### Intercommunalité
La commune fait partie de la communauté de communes des Deux Sorru.

## Population et société

### Démographie
L'évolution du nombre d'habitants est connue à travers les recensements de la population effectués dans la commune depuis 1800. Pour les communes de moins de 10 000 habitants, une enquête de recensement portant sur toute la population est réalisée tous les cinq ans, les populations de référence des années intermédiaires étant quant à elles estimées par interpolation ou extrapolation. Pour la commune, le premier recensement exhaustif entrant dans le cadre du nouveau dispositif a été réalisé en 2006.

En 2022, la commune comptait 162 habitants, en évolution de +11,72 % par rapport à 2016 (Corse-du-Sud : +7,61 %, France hors Mayotte : +2,11 %).
| 1800 | 1806 | 1821 | 1831 | 1836 | 1841 | 1846 | 1851 | 1856 |
| ---- | ---- | ---- | ---- | ---- | ---- | ---- | ---- | ---- |
| 404  | 408  | 531  | 593  | 624  | 639  | 651  | 671  | 689  |

| 1861 | 1866 | 1872 | 1876 | 1881 | 1886 | 1891 | 1896 | 1901 |
| ---- | ---- | ---- | ---- | ---- | ---- | ---- | ---- | ---- |
| 723  | 766  | 798  | 762  | 852  | 685  | 721  | 734  | 787  |

| 1906 | 1911 | 1921 | 1926 | 1931 | 1936 | 1946 | 1954 | 1962 |
| ---- | ---- | ---- | ---- | ---- | ---- | ---- | ---- | ---- |
| 693  | 588  | 517  | 545  | 562  | 589  | 513  | 511  | 307  |

| 1968 | 1975 | 1982 | 1990 | 1999 | 2006 | 2011 | 2016 | 2021 |
| ---- | ---- | ---- | ---- | ---- | ---- | ---- | ---- | ---- |
| 284  | 222  | 172  | 143  | 121  | 147  | 152  | 145  | 157  |

| 2022 | - | - | - | - | - | - | - | - |
| ---- | - | - | - | - | - | - | - | - |
| 162  | - | - | - | - | - | - | - | - |

## Culture et patrimoine

### Lieux et monuments
- L'église Santa Marìa di e Grazie construite en 1835.
- Le village est fréquenté en période touristique pour son accès aisé au lac de Creno, unique lac d'origine glaciaire entouré d'arbres en Corse.
- Une très grande croix remarquable est érigée en haut du village, sur le chemin vers le lac de Creno ou le refuge de Manganu.

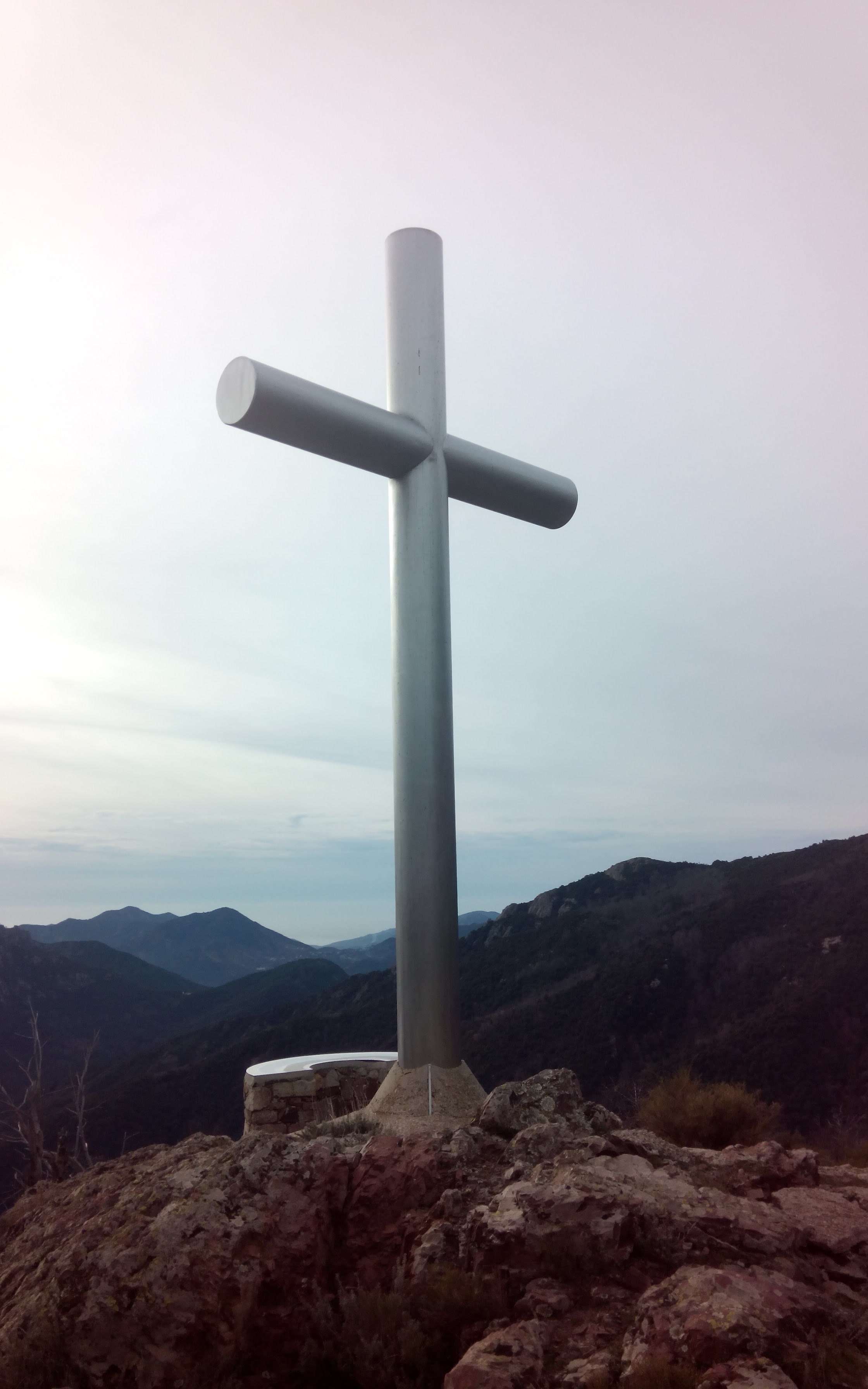
La croix de Soccia.

### Personnalités liées à la commune
- Étienne Leca 1829-18.. - Conseiller général du canton de Soccia, de 1852 à 1858, de 1861 à 1872 et  1883 à 1890 - géomètre en chef du cadastre à Ajaccio
- comte François Pozzo di Borgo 1837-1876 -  Conseiller général du canton de Soccia, de 1872 à 1877 - (à vérifier et compléter - merci)
- Simon Ucciani 1838-.... - Conseiller général du canton de Soccia, de 1877 à 1883 - avocat puis magistrat (conseiller honoraire près la Cour d'appel de Paris).
- Philippe Leca 18..-18.. - Conseiller général du canton de Soccia, de 1890 à 1895 - avocat puis magistrat (à vérifier et compléter - merci)
- Antoine Leca 18..-18.. - Conseiller général du canton de Soccia, de 1895 à 1901 et de 1907 à 1913 - Chancelier à La Canée (Crète), puis Vice-consul de France à Naples
- Antoine Ottavi 1927-2003 - Docteur d'état, agrégé d'Italien et Recteur de Corse de 1981 à 1984 et de Caen de 1985 à 1987[10]